# إيمانويل مايوكا
إيمانويل مايوكا (بالإنجليزية: Emmanuel Mayuka)‏ (مواليد 21 نوفمبر 1990) هو لاعب كرة قدم زامبي يلعب حاليًا لصالح نادي هابويل رعنانا الإسرائيلي.

## مسيرته الكروية
لعب إيمانويل مايوكا خلال مسيرته الاحترافية مع 8 أندية في خمسة عشر موسمًا وسجل خلالها 46 هدفًا ضمن 207 مباراة. حيث فاز في موسم واحد بالكأس ولم يفز بأي دوري.
خاض إيمانويل مايوكا مسيرته مع نادي كابوي ويراريوز في موسم 2006 واستمر معه طيلة ثلاثة مواسم، مشاركًا في 26 مباراة سجل خلالها 7 أهداف. ثم انتقل إلى نادي مكابي تل أبيب في موسم 2008–09 ولمدة موسمين، حيث شارك في 41 مباراة سجل خلالها 8 أهداف. لينتقل بعدها إلى نادي يانغ بويز في موسم 2010–11 واستمر معه طيلة ثلاثة مواسم، مشاركًا في 62 مباراة سجل خلالها 20 هدف. ثم انتقل إلى نادي ساوثهامبتون في موسم 2012–13 في المرة الأولى لمدة موسم واحد ثم في موسم 2014–15 لمدة موسم واحد، مشاركًا طوالها في 16 مباراة ولم يسجل أي هدف. هذا وانتقل لاحقًا إلى نادي سوشو في موسم 2013–14 لمدة موسم واحد، مشاركًا في 21 مباراة سجل خلالها 4 أهداف. ثم انتقل بعدها إلى نادي الزمالك في موسم 2015–16 ولمدة موسمين، مشاركًا في 26 مباراة سجل خلالها 5 أهداف. ليعود وينتقل من جديد، لكن هذه المرة إلى Hapoel Ra'anana A.F.C. ‏ في موسم 2017–18 لمدة موسم واحد، مشاركًا في 5 مباريات ولم يسجل أي هدف.

## الأهداف الدولية
أهداف منتخب زامبيا تظهر أولًا.
| #  | التاريخ        | الملعب                            | المنافس        | الهدف | النتيجة | البطولة                         |
| -- | -------------- | --------------------------------- | -------------- | ----- | ------- | ------------------------------- |
| 1  | 29 سبتمبر 2007 | ملعب أتريدجفيل الخارق، أتريدجيفيل | موزمبيق        | 2–0   | 3–0     | كأس كوسافا 2007                 |
| 2  | 22 مايو 2008   | ملعب 11 يونيو، طرابلس             | ليبيا          | 1–0   | 2–2     | مباراة ودية                     |
| 3  | 3 أغسطس 2008   | ملعب ثولاماهاشي، بوشبكريدج        | مدغشقر         | 1–0   | 2–0     | كأس كوسافا 2008                 |
| 4  | 5 سبتمبر 2010  | ملعب نكولاما، لوساكا              | جزر القمر      | 4–0   | 4–0     | تصفيات كأس الأمم الأفريقية 2012 |
| 5  | 27 مارس 2011   | ملعب ماتشافا، مابوتو              | موزمبيق        | 2–0   | 2–0     | تصفيات كأس الأمم الأفريقية 2012 |
| 6  | 4 سبتمبر 2011  | ملعب سيد محمد شيخ، ميتساميولي     | جزر القمر      | 2–1   | 2–1     | تصفيات كأس الأمم الأفريقية 2012 |
| 7  | 21 يناير 2012  | ملعب باتا، باتا                   | السنغال        | 1–0   | 2–1     | كأس الأمم الأفريقية 2012        |
| 8  | 25 يناير 2012  | ملعب باتا، باتا                   | ليبيا          | 1–1   | 2–2     | كأس الأمم الأفريقية 2012        |
| 9  | 8 فبراير 2012  | ملعب باتا، باتا                   | غانا           | 1–0   | 1–0     | كأس الأمم الأفريقية 2012        |
| 10 | 15 أغسطس 2012  | ملعب أنيانج، أنيانج               | كوريا الجنوبية | 1–1   | 1–2     | مباراة ودية                     |
| 11 | 15 أكتوبر 2014 | ملعب ندولا الجديد، ندولا          | النيجر         | 2–0   | 3–0     | كأس الأمم الأفريقية             |
| 12 | 22 يناير 2015  | ملعب إيبيبين، إيبيبين             | تونس           | 1–0   | 1–2     | كأس الأمم الأفريقية 2015        |

## الألقاب

### الأندية
مكابي تل أبيب
- كأس توتو: 2008–09

### المنتخب
زامبيا
- كأس الأمم الأفريقية: 2012

### الفردية
- كأس الأمم الأفريقية 2012: الحذاء الذهبي

## روابط خارجية
- صفحة اللاعب على موقع نادي ساوثهامبتون
- إيمانويل مايوكا على موقع الاتحاد الدولي (مؤرشف)  (الإنجليزية)
- إيمانويل مايوكا على موقع قاعدة بيانات كرة القدم.إي يو (الإنجليزية)
- إيمانويل مايوكا على موقع ناشيونال فوتبول تيمز (الإنجليزية)
- إيمانويل مايوكا على موقع Soccerbase.com (لاعب) (الإنجليزية)
- إيمانويل مايوكا على موقع Soccerway.com (الإنجليزية)
- إيمانويل مايوكا على موقع عالم كرة القدم.نت (الإنجليزية)
- إيمانويل مايوكا على موقع AS.com (الإسبانية)
- إيمانويل مايوكا على فرق كرة القدم الوطنية.كوم